# Tamara Gruzínská
Tamara Gruzínská (gruzínsky თამარი, 1160 – 1213) z rodu Bagrationi, byla královnou Gruzínského království v letech 1184 až 1213.
Období její vlády je celkově považováno za zlatý věk a královna Tamara si získala pověst schopné a významné vládkyně, přezdívané Král králů a královna královen. Za její vlády byl Gruzínským státem podroben každý sousední muslimský stát.

## Vláda
Tamara byla starší dcerou gruzínského krále Jiřího III. (vládl 1156–1184) a královny Guranduchty. Jiří III. Tamaru učinil spoluvládkyní a svou nástupkyní roku 1178, aby se po jeho smrti předešlo dynastickým sporům a válkám o trůn. Tamara se ujala samostatné vlády roku 1184 po smrti svého otce. Na znamení své suverenity se nechala titulovat jako král a v gruzínských spisech je popisována jako Král Tara (Tamar Mepe).

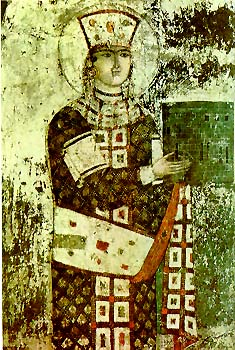
Tamara vyobrazená na fresce ve Vardzijském klášteře

S Tamařiným nástupem na trůn klika vedená ministrem financí Kutlu Arslanem požadovala, aby moc panovníka byla omezena zákonodárným sborem, čili karavi. V reakci na královnino zamítnutí tohoto požadavku a zatčení Kutlu Arslana opozice vyvolala vzpouru a vytáhla ke královskému paláci. Tamara s povstalci vyjednávala, propustila jejich vůdce Arslana, ale v karavi mu přenechala jen velmi omezení pravomoci.
Roku 1185 skupina gruzínských šlechticů královně Tamaře vyjednala sňatek s ruským knížetem Jurujem Bogoljubskim (v Gruzii jako král znám pod jménem Jiří Ruský). Královna se však brzy ve svém novém manželovi zklamala, neboť Jurij se často choval nemorálně a měl problémy s pitím. Roku 1187 Tamara nechala manželství anulovat a dalšího manžela si tentokrát vybrala sama. Novým gruzínským králem se tak stal osetský kníže David Soslan, rovněž příslušník dynastie Bagrationiů. Svatba Tamary a knížete Davida proběhla roku 1188. Davidův titul gruzínského krále byl spíše čestný, faktickou moc i nadále Tamara, která se stále nechala titulovat králem králů a královnou královen. Tamařin bývalý manžel Jurij se však nehodlal smířit s porážkou a spojil se s mocnou skupinou šlechticů, s jejichž pomocí roku 1191 vyvolal dvě neúspěšná povstání s cílem uzurpovat moc.
Poté, co se v Gruzii bouřlivá situace mocenských zápasů a politické nestability uklidnila, oživila královna Tamara výbojnou zahraniční politiku, kterou zaujímal Jiří III. a zaútočila na sousední muslimská území seldžuckých vládců. Sama královna se aktivně angažovala ve vojenských záležitostech a vedení vojska. Roku 1193 vtrhla gruzínská armáda do Bardavu a poté následoval triumfální návrat zpět do Gruzie. Další tažení bylo namířeno proti tureckému městu Erzurum.

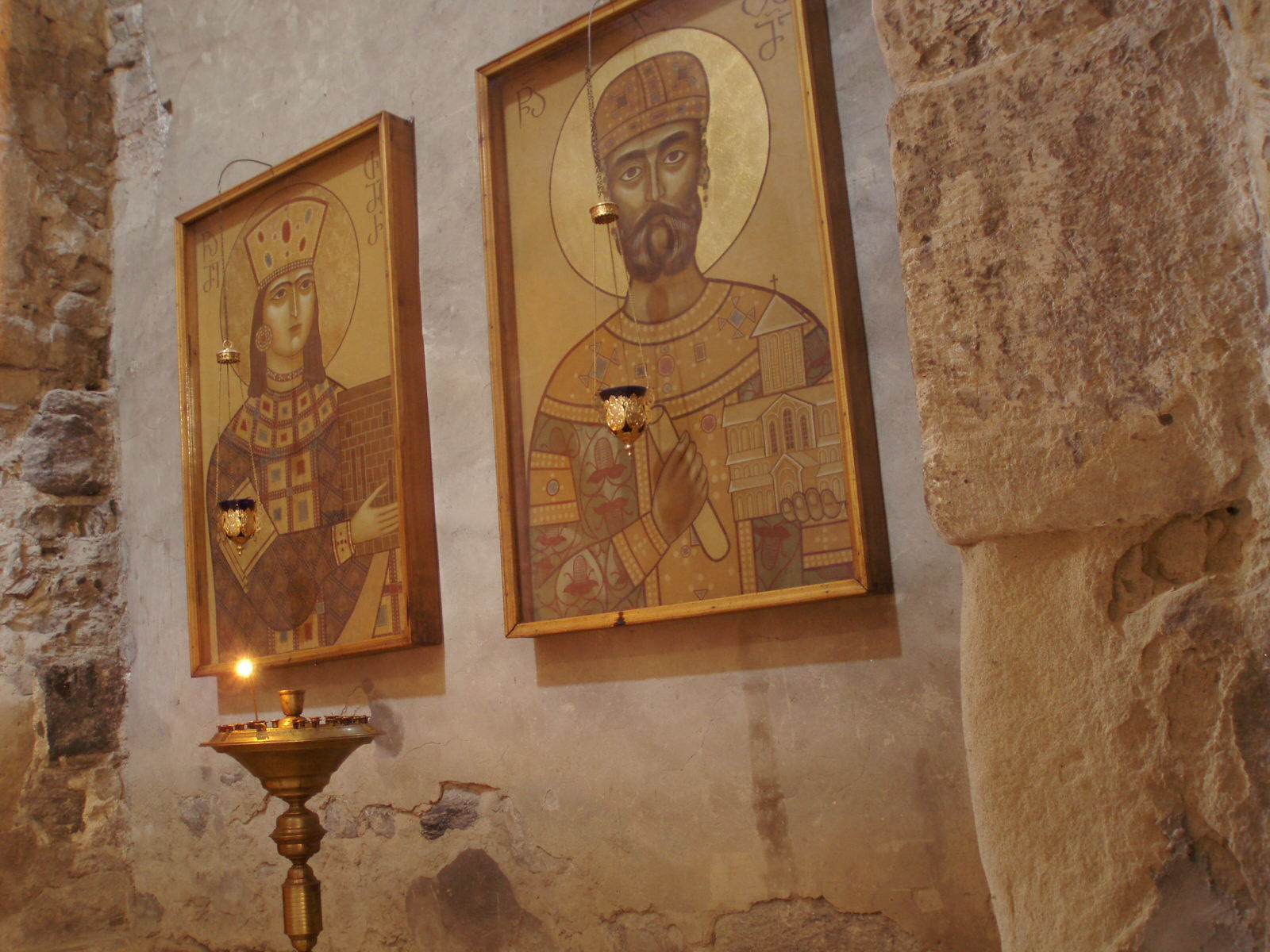
Vyobrazení královny Tamary a krále Davida

Tímto agresivním přístupem si Gruzínské království nadělalo řadu nepřátel. Ázerbájdžánský atabeg převzal velení nad spojenými armádami proti-gruzínské koalice. Bitva se odehrála poblíž Šamkoru roku 1195 a skončila vítězstvím gruzínských oddílů. Gruzínci vítězstvím získali značnou kořist a množství zajatců, včetně chalífovy standarty, která byla královnou darována ikoně Panně Marii v klášteře Chachuli. Gruzínci převzali kontrolu nad městem Šamkor a přilehlým okolím, které se dostali do správy Tamařini vazalové. Od Šamkoru se Tamarčina armáda dala na pochod ke Gandže.
Úspěchy Tamařiných vojsk na poli válečném silně znepokojily další sousední muslimské vládce, obzvláště sultána Rukn ad-Dína, vládce menšího tureckého státu v Anatolii. Rukn ad-Díny se začal připravovat na válku, aby se pokusil ukončit éru vítězství křesťanských ortodoxních Gruzínců v bojích s muslimy. Rozhodující bitva se odehrála u Basianu roku 1203, navzdory obrovské turecké armádě, gruzínská vojska pod velením krále Davida Soslana vydobyla slavného vítězství.
Za vlády královny Tamary Gruzínské království dosáhlo svého politického, kulturního, ekonomického vrcholu. V letech 1201–1203 Gruzínci obsadili hlavní města arménského království Ani a Dvin. Roku 1204 gruzínská armáda obsadila město Kars.
Roku 1204, poté, co evropská vojska čtvrté křížové výpravy dobyla hlavní město Byzantské říše Konstantinopolis, královna Tamara pomáhala Řekům založit jeden z nástupnických řeckých států na černomořském pobřeží – Trapezuntské císařství. Obyvatelstvo Trapezuntského císařství bylo osídleno kromě Řeků, uprchlých z Konstantinopole před evropskými křižáky, také příslušníky gruzínských kmenů. Prvním trapezuntským císařem se stal Alexios I. z dynastie Komnenovců, který byl Tamařiným synovcem.
V letech 1208–1209 Gruzínci vytáhli na jih do Anatolie a severní Persie, kterou Tamařina vojska vydrancovala. V červnu roku 1212 vypukla v Gruzii další vzpoura, tentokrát povstali horalové z východních provincií země proti královnině autoritě. Tamara do povstaleckých oblastí vyslala armádu pod velením generála Ioana Mchargrdzeliho, která vzpouru na východě v srpnu 1212 rozdrtila.
Podobně jako ostatní středověcí panovníci, i královna Tamara hrála aktivní roli v podporování náboženství a kultury v zemi. Tamara sponzorovala výstavbu mnohých kostelů a klášterů, které spravovala Gruzínská ortodoxní a apoštolská církev. Roku 1213 královna Tamara Gruzínská zemřela a gruzínskou církví byla prohlášena za svatou. Jejím nástupcem na trůnu se stal její syn Jiří IV.